# آشوت آقابابیان
آشوت سریوژایی آقابابیان (ارمنی: Աշոտ Սերյոժայի Աղաբաբյան؛ زادهٔ ۸ نوامبر ۱۹۵۲) یک سیاستمدار اهل ارمنستان است که از تاریخ ۲۰۰۳ تا تاریخ ۲۰۱۷ سمت نمایندگی دوره‌های سوم تا پنجم مجلس ملی جمهوری ارمنستان را برعهده داشت.

## زندگی‌نامه
در ۸ نوامبر ۱۹۵۲ در ایروان به دنیا آمد و از انستیتو اقتصاد ملی ایروان فارغ‌التحصیل شد. وی همچنین برنده مدال یادبود نخست‌وزیر ارمنستان شده‌است.